# Авиация ВМС Индонезии
Авиация военно-морских сил Индонезии (индон. Pusat Penerbangan Angkatan Laut, буквально — «Авиационный центр Военно-морских сил», сокращённое наименование — Puspenerbal) — род войск в составе военно-морских сил Республики Индонезии.

## История

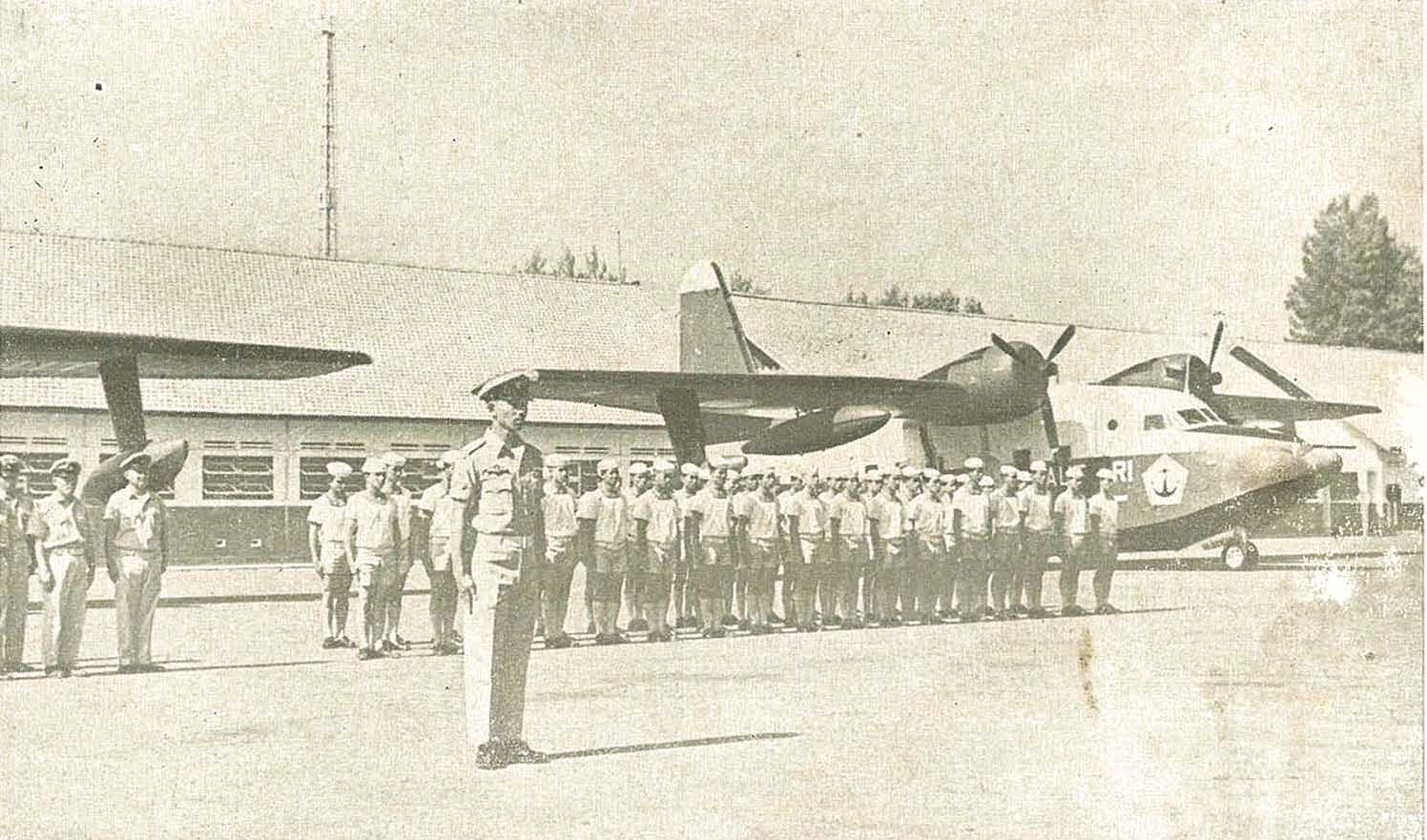
Самолёт-амфибия UF-2 «Albatross» морской авиации Индонезии (январь 1960)

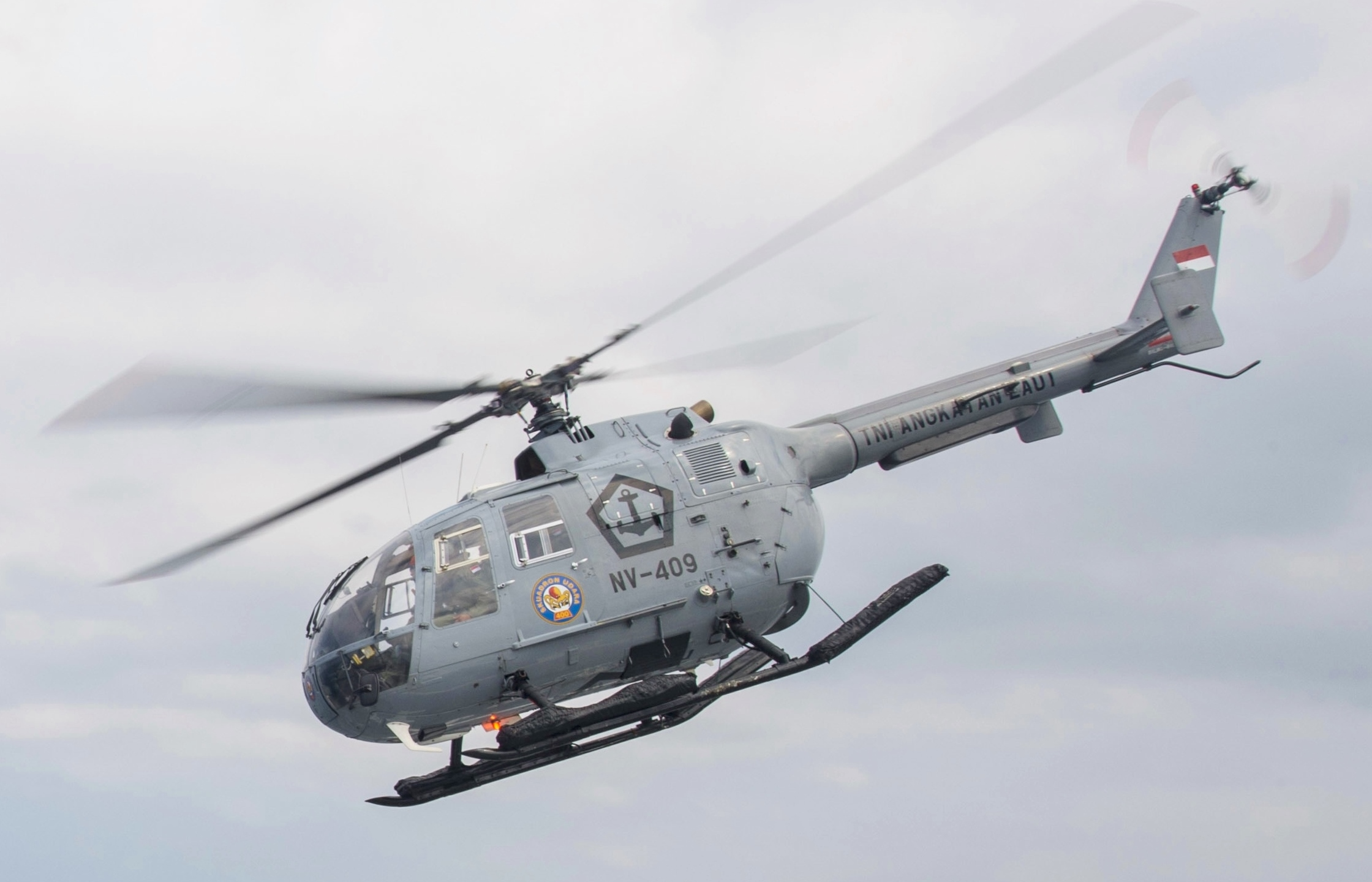
Вертолёт MBB Bo 105 морской авиации Индонезии (7 августа 2015)

После окончания в декабре 1949 года войны за независимость Индонезии на территории страны остались объекты инфраструктуры, техника и военное имущество голландских войск (в том числе, несколько гидросамолётов «PBY-5A Catalina», переданных в распоряжение ВМС Индонезии). Первые годы соответствующие силы и средства находились в непосредственном ведении штаба ВМС.
Инициатором создания отдельного рода войск выступил начальник штаба ВМС Индонезии Р. Субиякто, который в 1955 году в ходе визита в Великобританию ознакомился со структурой местных Воздушных сил флота. Его приказом от 17 июня 1956 года в рамках штаба ВМС был создан Отдел морской авиации (индон. Biro Penerbangan Angkatan Laut). Именно эта дата официально считается днем создания соответствующего рода войск в Индонезии, который позднее получил название «Авиационная служба ВМС» (индон. Dinas Penerbangan Angkatan Laut — Dispeberbal), а в 2006 году получил нынешнее наименование — «Авиационный центр ВМС» (индон. Pusat Penerbangan Angkatan Laut — Puspeberbal). 
В 1957 году в США были заказаны и в 1958 году — получены восемь самолётов-амфибий «Grumman HU-16 Albatross» (в военно-морской версии UF-1 и UF-2), поступивших в морскую авиацию. В 1960 году была построена и введена в эксплуатацию база морской авиации. Однако после ухудшения отношений и начала боевых действий с Малайзией в 1963—1965 гг. и военного переворота в 1965 году на Индонезию были наложены санкции, препятствовавшие закупке вооружения за границей.
В 1971 году в морской авиации насчитывалось около 20 самолётов и вертолётов.
В 1975 году для морской авиации в Австралии были куплены 12 патрульных самолётов «Searchmaster-B» (обучение экипажей для которых проходило в Австралии).
В 1976 году было подписано соглашение с ФРГ о организации в стране сборочного производства вертолётов Bo-105 и после 1977 года эти вертолёты начали поступать на вооружение ВВС, полиции и морской авиации.
В октябре 1981 года из Голландии для морской авиации были переданы четыре вертолёта «Westland Wasp» английского производства.
После начала боевых действий в Восточном Тиморе, в сентябре 1999 года США и страны Евросоюза приняли решение о продлении ограничений на продажу вооружения Индонезии. В ноябре 2005 года США разрешили продажи оружия Индонезии.
В 2006 году морская авиация имела на вооружении 40 боевых самолётов, 15 боевых вертолётов и 20 вспомогательных вертолётов.

## Современное состояние
По состоянию на начало 2022 года общая численность личного состава авиации ВМС составляла 1 тыс. человек, на вооружении находились 28 базовых патрульных самолётов (три C-212-200, пять CN235-220, четырнадцать N-22B, шесть N-22SL); 33 транспортных самолёта (один Beechcraft 350i King Air, восемь Beechcraft G-36 Bonanza, два Beechcraft G-38 Baron, семнадцать C-212-200 Aviocar, три «SOCATA TB-9» и два «SOCATA TB-10»); 11 противолодочных вертолётов Eurocopter AS565MBe; четыре многоцелевых вертолёта Bell-412 «Twin Huey»; четыре поисково-спасательных вертолёта Eurocopter H225M «Caracal» и 15 транспортных вертолётов (три AS.332L, три H120 и девять Во-105).